# علاش يا ولدي (مسلسل)
مسلسل علاش ياولدي؟ دراما تلفزيونية مغربية للفنان محمد حسن الجندي من إنتاج قناة الأولى 2006. تم عرض الحلقات سنة 2008.
عدد الحلقات: 21 حلقة
تاليف وإخراج: محمد حسن الجندي
بطولة: أحمد العلوي، ربيع القاطي، فضيلة بنموسى، عبد القادر مطاع.
المخرج المنفذ: حليمة الجندي
تنفيذ الإنتاج: JFPA